# Hal Holbrook
Harold Rowe Holbrook Jr. (Cleveland, 17 februari 1925 – Beverly Hills, 23 januari 2021) was een Amerikaans acteur, die het bekendst was van zijn veelvuldige toneelvertolking van Mark Twain. Hij werd in 2008 genomineerd voor een Academy Award voor zijn bijrol in Into the Wild. Hij won daadwerkelijk Emmy Awards in 1971 (voor de dramaserie The Bold Ones: The Senator), 1974 (voor televisiefilm Pueblo plus één als televisiespecial-acteur van het jaar), 1976 (voor de miniserie Lincoln) en een vijfde Emmy in 1989 voor het presenteren van de documentaireserie Portrait of America.
Holbrook was in 2008 als 82-jarige de oudste man ooit die genomineerd werd voor een Oscar. Hij werd hierin in 2012 geëvenaard door Christopher Plummer, die deze in tegenstelling tot Holbrook ook nog verzilverde.
Holbrook trouwde in 1984 met de veertien jaar jongere actrice Dixie Carter, zijn derde echtgenote. Eerder was hij getrouwd met actrice Ruby Holbrook (1945-1965), met wie hij dochter Victoria en zoon David kreeg. Zijn tweede vrouw (1966-1979) was actrice Carol Eve Rossen, met wie hij dochter Eve kreeg.
Holbrook overleed eind januari 2021 thuis in Beverly Hills op 95-jarige leeftijd.

## Filmografie
*Exclusief televisiefilms
| - Planes: Fire & Rescue (2014, stem) - Savannah (2013) - Promised Land (2012) - Lincoln (2012) - Water for Elephants (2011) - Good Day for It (2011) - Flying Lessons (2010) - That Evening Sun (2009) - Killshot (2008) - Into the Wild (2007) - Shade (2003) - Purpose (2002) - The Majestic (2001) - The Life & Adventures of Santa Claus (2000) - Men of Honor (2000) - Waking the Dead (2000) - The Bachelor (1999) - The Florentine (1999) - Rusty: A Dog's Tale (1998) - Judas Kiss (1998) - Walking to the Waterline (1998) - Hush (1998) - Eye of God (1997) - Hercules (1997, stem) - Cats Don't Dance (1997, stem) | - Carried Away (1996) - The Firm (1993) - Fletch Lives (1989) - The Unholy (1988) - Wall Street (1987) - Girls Nite Out (1984) - The Star Chamber (1983) - Creepshow (1982) - The Kidnapping of the President (1980) - The Fog (1980) - Natural Enemies (1979) - Capricorn One (1978) - Julia (1977) - Rituals (1977) - Midway (1976) - All the President's Men (1976) - The Girl from Petrovka (1974) - Magnum Force (1973) - Jonathan Livingston Seagull (1973, stem) - They Only Kill Their Masters (1972) - The Great White Hope (1970) - The People Next Door (1970) - Wild in the Streets (1968) - The Group (1966) |

## Televisieseries
*Exclusief eenmalige gastrollen
- The Event - James Dempsey (2010-2011, tien afleveringen)
- Sons of Anarchy - Nate Madock (2010, vier afleveringen)
- ER - Walter Perkins (2008, twee afleveringen)
- The West Wing - Asst. Secretary of State Albie Duncan (2001-2002, twee afleveringen)
- Evening Shade - Evan Evans (1990-1994, 74 afleveringen)
- Designing Women - Reese Watson (1986-1989, tien afleveringen)
- North and South, Book II - Abraham Lincoln (1986, zes afleveringen)
- North and South - Abraham Lincoln (1985, zes afleveringen)
- Lincoln (1974, zes afleveringen)
- The Bold Ones: The Senator - Senator Hays Stowe (1970-1971, acht afleveringen)